# Зима, Георгий Иванович
Зима Георгий Иванович (30 марта 1904 года — 25 августа 1980 года) — капитан 1-го ранга, участник Великой Отечественной войны, гидрограф, защитник Ленинграда.

## Биография
Зима Георгий Иванович родился 30 марта 1904 года в Анапе. В годы Великой Отечественной войны занимал должность руководителя Гидрографического отдела Краснознаменного Балтийского флота.
В 1926 году поступил на службу во флот, занимал должность радиста на тральщике «Змей» в составе Балтийского флота. Принимал участие в уничтожении мин. В 1928 году прошел обучение на курсах для командующего состава в запасе на базе Военно-морского училища им. М. В. Фрунзе. После прохождения курсов получил звание вахтенного начальника и был отправлен в запас.
С 1932 года занимал должность начальника станции базы «Тотлебен» на Балтийском флоте. В 1934 году прошел обучение на специализированных курсах для командного состава. После чего был отправлен на службу в гидрографический отряд при Управлении безопасностью судоходства на Балтийском флоте. С 1939 года занимал должность руководителя гидрографического отдела. С 1940 года был назначен начальником Балтийской гидрографической экспедиции. С июля 1941 года занимал должность замещающим начальника Гидрографической службы на Балтийском флоте, а уже в конце этого же года возглавил службу.
В самом начале войны участвовал в Таллинском переходе. В период Великой Отечественной войны руководил гидрографическим обеспечением боевых операций на воде и частей Краснознаменного Балтийского флота. С 1948 года занимал должность заместителя руководителя Морского картографического института в Ленинграде.
За заслуги перед Родиной Зима был награжден 7 орденами и 12 медалям, среди которых: Орден Ленина, два Ордена Красного Знамени, Орден Нахимова II степени, Ордена Отечественной войны I и II степени, Орден «Красная звезда», медаль «За боевые заслуги», медаль «За оборону Ленинграда», медаль «За взятие Кенигсберга», медаль «За победу над Германией».
Георгий Иванович Зима ушел из жизни 25 августа 1980 года, погребен на военном кладбище в городе Ломоносов.